# رودوبوليس (سيرري)
رودوبوليس (Ροδόπολις) هي مدينة في سيرري في مقاطعة فوريا إلادا في اليونان.